# Koper
Koper (în italiană Capodistria) este un oraș din comuna Koper, Slovenia, cu o populație de 23.726 de locuitori.
Koper este cel mai mare port comercial din Slovenia, pe coasta Mării Adriatice.